# Rozpoznanie akustyczne
Rozpoznanie akustyczne (ACINT) (ang. acoustical intelligence) – rozpoznanie akustyczne, jego istotą jest badanie zjawisk akustycznych dźwięku za pomocą odpowiedniego oprzyrządowania pomiarowego, np.: hydrofonów, stacji hydroakustycznych (sonarów), stacji rozpoznania dźwiękowego, oraz określanie ich parametrów, w tym technicznych.